# 공군 십자장 (미국)

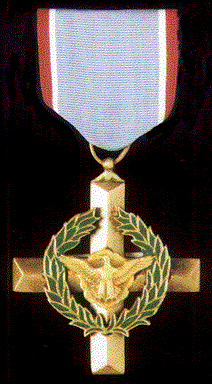
공군 십자장

공군 십자장(空軍十字章, 영어: Air Force Cross)은 미국의 훈장이다.

## 개요
육군의 수훈 십자장과 해군의 십자장과 동등하며, 명예 훈장에 이어 두 번째로 높은 훈장이다. 일반적으로 미국 공군 구성원에게 수여된다.